# Rødrygget pelikan
Rødrygget pelikan eller rosapelikan (latin: Pelecanus rufescens) er en fugleart, der lever i subsaharisk Afrika og den vestlige del af Arabiske Halvø.